# Karack

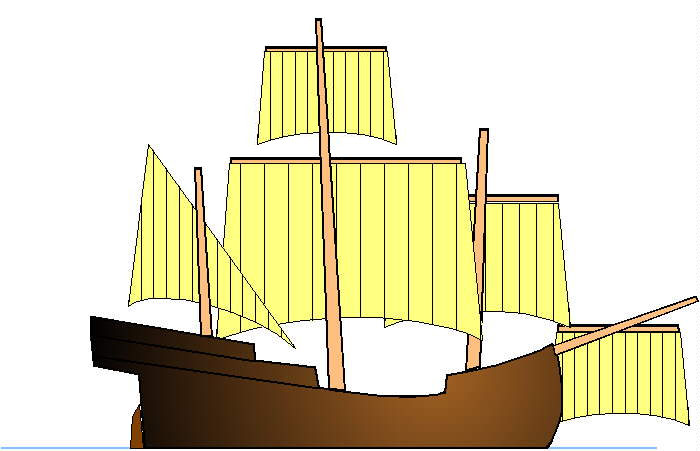
Karackens vanligaste riggning.

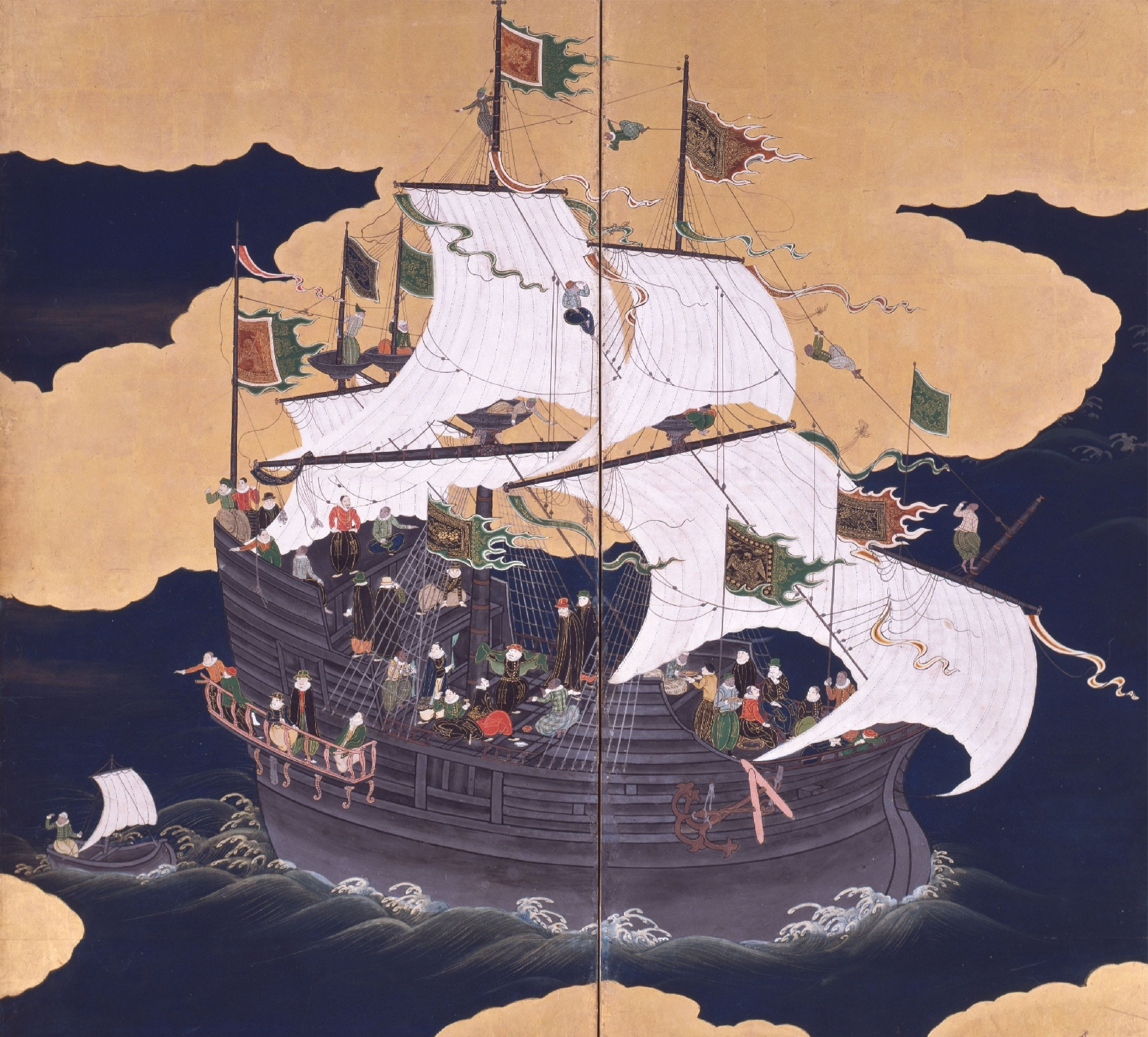
En portugisisk karack på en japansk nanbanmålning.

En karack (från franska carraque, tidigare stavning även karrek, Engelska carrack) var ett handelsfartyg som hade två eller tre master. Ibland riggades storbåtens latinsegel upp på akterkastellet ännu som en fjärde mast; det blev på stora karacker så småningom en fjärde mast. Karacken utvecklades i medelhavsregionen under 1400-talet. Karacken förde vanligen ett eller två råsegel på stormasten, ett på fockmasten och latinsegel på mesanmasten i aktern; med tiden blev seglen på större karacker flera. Under bogsprötet fördes på större karacker ännu ett råsegel, blindan. Skrovet var starkt rundat och hade en konvex, nästan lodrät stäv och en platt akter. Båttypen kallades även holk.
Namnet karack tros komma från grekiskan. Ursprunget till ordet spåras vanligtvis tillbaka över de medeltida europeiska språken och arabiska till det grekiska ordet κέρκουρος (kerkouros) som ungefär betyder "lättare barkass" (bokstavligen "klippt svans", en referens till skeppets platta akter).

Karack kan också kallas holk. Detta är en modell av en holk i Sjöhistoriska museets samlingar.

Under 1500-talet började galeonen tränga ut karacken som den vanligaste stora skeppstypen.